# 軟泥
軟泥（英: ooze）とは、海洋底の堆積物（遠洋性堆積物）で、微小なプランクトンの遺骸が30%以上含まれる、柔らかく泥状で細粒なもののことである。軟泥を構成する成分によって石灰質軟泥と珪質軟泥の2つに分けられる。

## 石灰質軟泥
石灰質軟泥（英: calcareous ooze）とは炭酸カルシウム (CaCO3) を30%以上含む軟泥で、一般に白色、乳白色である。石灰質プランクトンの殻が降り積もってできる。なお堆積速度は1-2 cm/ka 程度である。石灰質軟泥は炭酸塩補償深度よりも浅い海底のみに形成されるため、海嶺・海膨・海山・海台の上を中心に分布する。

## 珪質軟泥
珪質軟泥（英: siliceous ooze）とは二酸化ケイ素 (SiO2) を30%以上含む軟泥で、一般に白色、緑色である（高純度ほど白色に近い）。珪質プランクトンの殻が堆積してできる。